# Selbu
Selbu és un municipi del comtat noruec de Trøndelag. Té 4.132 habitants (2016) i té una superfície de 1,234.85 km².
El municipi es va establir l'1 de gener del 1838. La major part de Selbu està coberta de muntanyes, boscos, llacs i zones dedicades a l'agricultura i la ramaderia.